# Mathis Ragot Richard
Mathis Ragot Richard (Besanzón, 3 de mayo de 1998) es un deportista francés que compite en ciclismo en la modalidad de BMX. Ganó dos medallas en el Campeonato Europeo de Ciclismo BMX, en los años 2024 y 2025.

## Palmarés internacional
| Campeonato Europeo | Campeonato Europeo | Campeonato Europeo | Campeonato Europeo |
| Año                | Lugar              | Medalla            | Competición        |
| ------------------ | ------------------ | ------------------ | ------------------ |
| 2024               | Verona (Italia)    | Medalla de plata   | Carrera            |
| 2025               | Valmiera (Letonia) | Medalla de oro     | Carrera            |